# Charles Shaughnessy
Charles Shaughnessy, 5.º Baron Shaughnessy (Londres; 9 de febrero de 1955) es un actor británico de televisión y cine.

## Sus primeros años
Es hijo de Alfred Shaughnessy, quien era el guionista de Upstairs, Downstairs, y de la actriz Jean Lodge. Habiéndose criado en una familia dedicada al negocio del espectáculo, Charles comenzó a actuar en obras escolares. Después de asistir al Colegio de Eton, estudió derecho en la Universidad de Cambridge.
Mientras estaba en Cambridge, se unió a un grupo de comediantes llamado "Footlights Revue". Después de graduarse, decidió volver a la actuación e inscribirse en una escuela de drama en Londres. Se mudó a Estados Unidos siguiendo a una actriz con la cual finalmente se casaría, Susan Fallender.

## Carrera
Es más conocido por interpretar a Shane Donovan en la telenovela estadounidense Days of Our Lives desde 1984 hasta 1992. Su personaje tenía un romance con el personaje de Patsy Pease, Kimberly Brady, y este dúo se convirtió en la "superpareja" de la telenovela y revivió el interés en Days entre las espectadoras adolescentes en la década de los ochenta.
Shaughnessy es también conocido por su interpretación de Maxwell Sheffield, el patrón de Fran Drescher en la comedia televisiva The Nanny desde 1993 a 1999. Él y Drescher actuaron juntos de nuevo en la comedia de Drescher Living with Fran, en donde Shaughnessy aparecía como su mujeriego pero necesitado exmarido, Ted. Living with Fran fue cancelado el 17 de mayo de 2006 después de dos temporadas. A pesar de que The Nanny ha sido transmitido en la televisión británica, Shaughnessy es prácticamente desconocido en el Reino Unido.
Apareció en dos capítulos de Sabrina the Teenage Witch de la quinta temporada.
Shaughnessy también apareció en la película para televisión Get a Clue de Disney Channel en 2002. También estuvo en la película para televisión Mom's Got a Date with a Vampire coprotagonizada por Caroline Rhea.  Personificó a Alec Colson en el episodio "Covenant" en la octava temporada de la serie de televisión Stargate SG-1. También fue la voz del Dr. Quintaine en el juego para PC, Freelancer.
Actuó en un episodio de Law & Order.
También es la voz de Dennis el Pez Dorado en la caricatura Stanley del canal Disney Channel. El 11 de mayo de 2002 Shaughnessy ganó un premio Emmy por mejor actuación en un programa animado por su papel de Dennis el Pez Dorado en "Stanley."
En 2009 Charles interpretó uno de los jueces de un reality show llamado "America’s Top Talent" en la serie de Disney "Hannah Montana".
En 2011 fue estrella invitada en la serie "Happily Divorced" como Gregory, En este episodio volvió a trabajar con Fran Drescher como en "The Nanny" y "Living with Fran"
También aparecion en la serie de Nickelodeon "Victorious" en el especial de una hora "Tori Goes Platinum" y en el episodio "Robbie Sells Rex"  donde interpretó a Mason Thornesmith.

## Vida personal
Shaughnessy está casado con Susan Fallender desde mayo de 1983, juntos tuvieron dos hijas, Jenny Johanna (nacida en 1990) y Madelyn Sarah (nacida en 1995).
Shaughnessy es fanático del club de fútbol Chelsea de Inglaterra.

## Filmografía

### Cine y televisión
| Año                                               | Título                                  | Personaje                                      | Notas                                                |
| ------------------------------------------------- | --------------------------------------- | ---------------------------------------------- | ---------------------------------------------------- |
| 1983                                              | Jury                                    | Julian Spears                                  | 13 episodios                                         |
| 1983                                              | Agatha Christie's Partners in Crime     | John Rennie                                    | Episodio: "The Affair of the Pink Pearl"             |
| 1984–1992, 2002, 2010, 2012–2013, 2016–2017, 2023 | Days of Our Lives                       | Shane Donovan / Drew Donovan (1988–1989, 2017) | Personaje principal                                  |
| 1989                                              | Til We Meet Again                       | Armand Sadowski                                | Miniseries                                           |
| 1993                                              | Mad About You                           | Michael                                        | episodio: "Swept Away"                               |
| 1993                                              | Murphy Brown                            | Michael                                        | episodio: "Back to the Ball"                         |
| 1993–1999                                         | The Nanny                               | Maxwell Sheffield                              | Personaje principal                                  |
| 1994                                              | Duckman                                 | Wolfgang 'Cannibal Lechter' Kracker            |                                                      |
| 1996                                              | A Kiss So Deadly                        | Tom Deese                                      | (made-for-TV)                                        |
| 1996                                              | Everything to Gain                      | Andrew Keswick                                 | (made-for-TV)                                        |
| 1998                                              | Second Chances                          | Dr. Hugh Olson                                 |                                                      |
| 2000                                              | Sabrina, the Teenage Witch              | Alec James Hexton                              | episodios: "You Can't Twin", "Witchright Hall"       |
| 2000                                              | Mom's Got a Date with a Vampire         | Dimitri Denatos                                |                                                      |
| 2001–2004                                         | Stanley                                 | Dennis                                         | Personaje principal (Pez dorado);(voz de animación)  |
| 2002                                              | Get a Clue                              | Detective Meaney / Falco                       | TV film                                              |
| 2004                                              | Stargate SG-1                           | Alec Colson                                    | episodio: "Covenant"                                 |
| 2005                                              | All Grown Up!                           | Airline Rep                                    | (voz de animación)                                   |
| 2005                                              | Kids in America                         | Sergeant Carmichael                            |                                                      |
| 2005                                              | Mystery Woman: Vision of a Murder       | Dr. Drummond                                   |                                                      |
| 2005–2006                                         | Living With Fran                        | Ted Reeves                                     | Personaje recurrente                                 |
| 2006                                              | National Lampoon's Dorm Daze 2          | Professor Rex Cavendish                        |                                                      |
| 2006                                              | Veronica Mars                           | Budd Rose                                      | episodio: "Lord of the Pi's"                         |
| 2006                                              | Law & Order: Special Victims Unit       | Martin Trenway                                 | episodio: "Recall"                                   |
| 2007                                              | Saints & Sinners                        | August Martin                                  | Personaje principal                                  |
| 2008                                              | Polar Opposites                         | David                                          |                                                      |
| 2008                                              | The Tale of Despereaux                  | Pietro                                         | (voz de animación)                                   |
| 2008                                              | The mentalist                           | Floor manager                                  | T1 ep 21                                             |
| 2008–2009                                         | Mad Men                                 | St. John Powell                                | Personaje recurrente: 5 episodios                    |
| 2009                                              | Hannah Montana                          | Byron                                          | episodio: "Judge Me Tender"                          |
| 2009                                              | The Wishing Well                        | Bosley                                         | television movie                                     |
| 2009                                              | The Marvelous Misadventures of Flapjack | Mr. Pants                                      | episodio: "Fancy Pants" (voz de animación)           |
| 2010                                              | CSI: NY                                 | Mr. Christensen                                | episodio: "Sanguine Love"                            |
| 2010                                              | The Suite Life on Deck                  | Jean-Claude Benoit                             | episodio: "Rollin' With the Holmies"                 |
| 2010                                              | Audrey                                  | Jacques                                        |                                                      |
| 2010–2014                                         | The Bay                                 | Capt. Elliot Sanders                           | Personaje recurrente                                 |
| 2011                                              | Ricky and Ravi (Are in Between Jobs)    | Richard Paddle                                 | Short film                                           |
| 2011                                              | Your Highness                           | Narrator/Soul of the Maze                      |                                                      |
| 2011                                              | William & Kate: The Movie               | Flight Instructor                              | TV film                                              |
| 2011                                              | Happily Divorced                        | Gregory Sherwood                               | episodio: "Torn Between Two Lovetts"                 |
| 2011                                              | Love's Christmas Journey                | Mr. Weaver                                     | TV film                                              |
| 2012                                              | Castle                                  | Nigel Wyndham                                  | episodio: "The Limey"                                |
| 2012                                              | Scooby-Doo! Mystery Incorporated        | Ned Fussbuster/Creepy Voice                    | episodio: "The Hodag of Horror" (voz de animación)   |
| 2012                                              | Victorious                              | Mason Thornesmith                              | 2 episodios: "Tori Goes Platinum" "Robbie Sells Rex" |
| 2012                                              | Liz & Dick                              | Anthony Asquith                                | TV film                                              |
| 2013                                              | This Magic Moment                       | Doyle Duncan                                   |                                                      |
| 2013–2014                                         | Sullivan & Son                          | Darryl                                         | 2 episodios                                          |
| 2014                                              | Super Fun Night                         | Rupert Royce                                   |                                                      |
| 2014                                              | Moontrap: Target Earth                  | Richard Kontral                                |                                                      |
| 2014                                              | My Dad Is Scrooge                       | Judge                                          |                                                      |
| 2014                                              | Dog with a Blog                         | Tom Fairbanks                                  | episodio: "The Mutt and the Mogul"                   |
| 2014                                              | Revenge                                 | Charles Dawson                                 | episodio: "Ambush"                                   |
| 2016–2019                                         | The Magicians                           | Christopher Plover                             | Personaje recurrente: 6 episodios                    |
| 2017                                              | NCIS                                    | Balthazar Kilmeany                             | episodio: "The Tie That Binds"                       |
| 2017                                              | Good Behavior                           | Royce Jasper                                   | episodio: "It's No Fun If It's Easy"                 |
| 2017                                              | My Christmas Prince                     | King Frederick                                 | TV film                                              |
| 2018                                              | Ghosted                                 | Kenneth Lenier                                 | 2 episodios                                          |
| 2018                                              | Danger One                              | Akkerman                                       |                                                      |
| 2018                                              | The Cool Kids                           | Murray                                         | episodio: "Thanksgiving At Murray's"                 |
| 2018                                              | Christmas with a Prince                 | King Edward                                    |                                                      |
| 2018                                              | Buttons: A Christmas Tale               | Mr. Browning                                   |                                                      |
| 2019                                              | Harry & Meghan: Becoming Royal          | Prince Charles                                 |                                                      |
| 2019                                              | Modern Family                           | Dr. Stieglitz                                  | episodio: "Yes-Woman"                                |
| 2019–2020                                         | Just Roll with It                       | Sir Liam Gooch                                 | 3 episodios                                          |
| 2021–2023                                         | General Hospital                        | Victor Cassadine                               | Personaje recurrente                                 |
| 2021                                              | Days of Our Lives: Beyond Salem         | Shane Donovan / Drew Donovan                   | TV miniseries                                        |
| 2023                                              | The Winchesters                         | Suspicius Mind                                 | serie (cancelada)                                    |

### Videojuegos
| Año  | Título                                         | Personaje                    | Notas |
| ---- | ---------------------------------------------- | ---------------------------- | ----- |
| 2003 | Freelancer                                     | Professor Roland Quintain    |       |
| 2006 | Saints Row                                     | Radio Voice                  |       |
| 2008 | Saints Row 2                                   | Male Character English Voice |       |
| 2008 | White Knight Chronicles: International Edition | Eldore                       |       |
| 2010 | White Knight Chronicles II                     | Eldore                       |       |
| 2011 | Homefront                                      |                              |       |
| 2012 | Kingdoms of Amalur: Reckoning                  | Cydan, Additional Voices     |       |